# Yves Hervalet

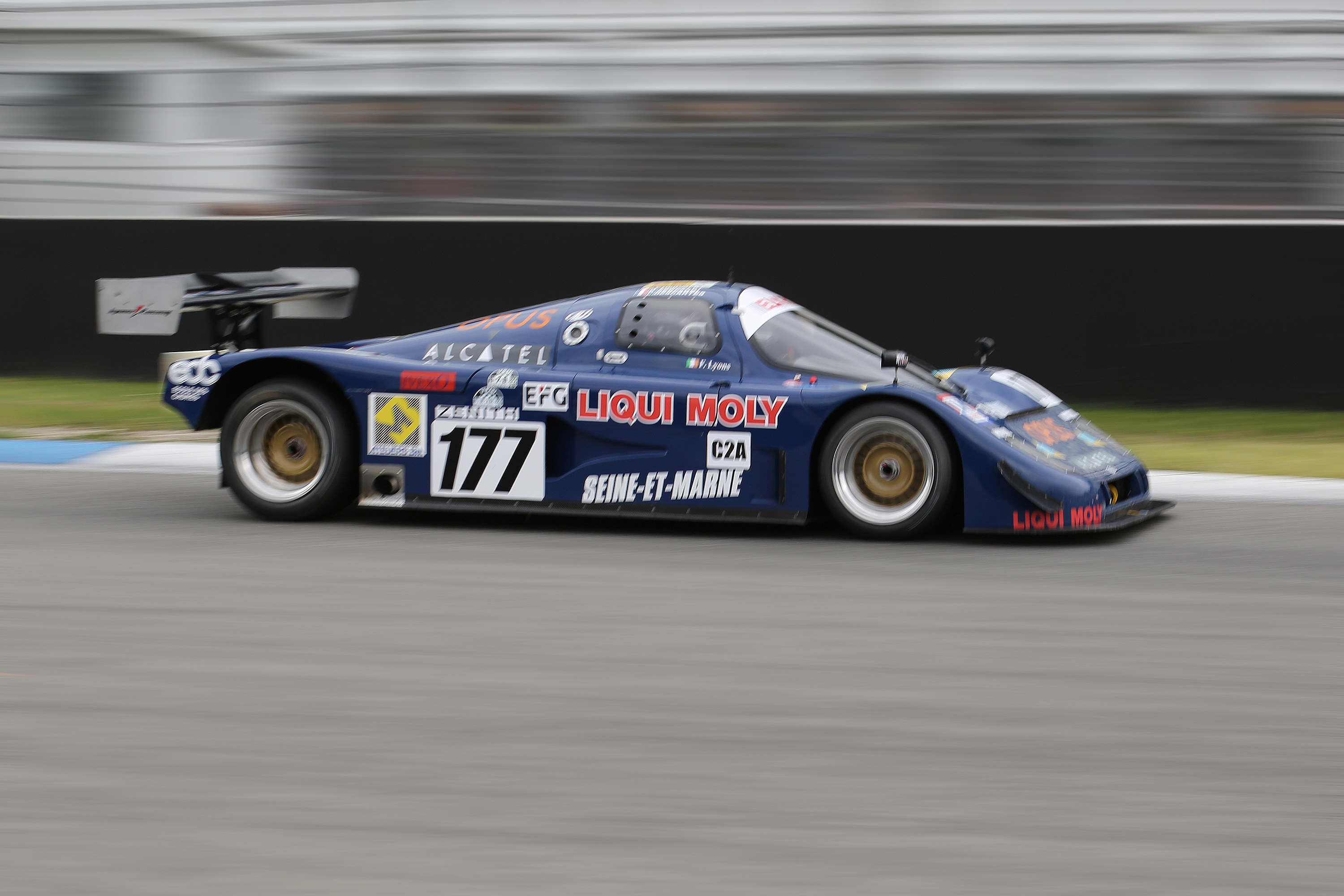
Der von Yves Hervalet beim 24-Stunden-Rennen von Le Mans 1989 gefahrene ALD C289

Yves Charles Hervalet (* 19. Januar 1949 in Paris; † 23. Januar 2008 in Neuilly-sur-Seine) war ein französischer Autorennfahrer.

## Karriere als Rennfahrer
Yves Hervalet startete in den 1980er-Jahren zweimal beim 24-Stunden-Rennen von Le Mans. 1987 fuhr er den Sauber SHS C6 von Roland Bassaler, der nach 257 gefahrenen Runden wegen eines Schadens an der Kupplung ausfiel. Vorzeitig endete auch die Teilnahme 1989, als der ALD C289 von Louis Descartes nach einem irreparablen Leck im Kühler abgestellt werden musste.
Er starb im Januar 2008.

## Statistik

### Le-Mans-Ergebnisse
| Jahr | Team                        | Fahrzeug      | Teamkollege        | Teamkollege     | Platzierung | Ausfallgrund     |
| ---- | --------------------------- | ------------- | ------------------ | --------------- | ----------- | ---------------- |
| 1987 | Roland Bassaler             | Sauber SHS C6 | Jean-François Yvon | Hervé Bourjade  | Ausfall     | Kupplungsschaden |
| 1989 | Automobiles Louis Descartes | ALD C289      | Alain Serpaggi     | Louis Descartes | Ausfall     | Leck im Kühler   |

### Einzelergebnisse in der Sportwagen-Weltmeisterschaft
| Saison | Team            | Rennwagen     | 1   | 2   | 3   | 4   | 5   | 6   | 7   | 8   | 9   | 10  |
| ------ | --------------- | ------------- | --- | --- | --- | --- | --- | --- | --- | --- | --- | --- |
| 1987   | Roland Bassaler | Sauber SHS C6 | JAR | JER | MON | SIL | LEM | NÜN | BRH | NÜR | SPA | FUJ |
| 1987   | Roland Bassaler | Sauber SHS C6 |     | DNF |     |     |     |     |     |     |     |     |